# Ernst Giese (Künstler)
Ernst Giese (* 5. Mai 1908 in Liestal; † 4. Januar 1992 in Riehen) war ein Schweizer Maler, Zeichner, Grafiker und Lithograf.

## Leben und Werk
Ernst Gieses Grossvater flüchtete infolge der Badischen Revolution von 1848/1849 in die Schweiz und liess sich in Liestal nieder.
Giese absolvierte eine kaufmännische Lehre bei der Versicherungsgesellschaft «Bâloise Transport». Nebenbei besuchte er Abendkurse an der Allgemeinen Gewerbeschule Basel. Seine Lehrer waren Paul Kammüller, Paul Burckhardt und Hermann Meyer.
Ernst Giese hielt sich 1929 zur Weiterbildung in Paris auf. Zudem arbeitete er als Schriftenschreiber für eine Schweizer Institution. Ab Frühjahr 1930 hielt er sich in Barcelona auf und arbeitete während zwei Jahren als Kassier und Buchhalter in einem Schweizer Unternehmen. Auch nahm er an dem Wettbewerb «Barcelona von seinen Künstlern gesehen» teil. Ab 1933 arbeitete Giese als Assistent und später bis 1973 als Chef in der Werbeabteilung des Warenhauses «Globus».
Wieder in der Schweiz besuchte Ernst Giese Kurse an der Allgemeinen Gewerbeschule Basel. Seine Lehrer waren u. a. Theo Eble, Julia Ris und Theo Ballmer. 1942 erwarb er das Grafiker-Diplom und baute im «Riehener Schlipf» sein Atelierhaus. 1945 erhielt er ein eidgenössisches Kunststipendium. 1949 heiratete er Verena, geborene Klauser. Zusammen hatten sie zwei Söhne. 
Ernst Giese schuf zwischen 1943 und 1979 eine Werkgruppe mit christlichen Themen. Dazu gehören Abendmahl, Der zwölfjährige Jesus im Tempel, Der verlorene Sohn, Fusswaschung, Betende Juden und Die Seligpreisungen. Zudem schuf er sozialkritische Werke, wie u. a. Der Trinker, Heilsarmeegruppe und Mobilisierte Soldaten, Bologna.
Ernst Giese zeigte seine Werke in Einzel- und Gruppenausstellungen aus. Drei seiner Werke erwarb der Kunstkredit Basel-Stadt.